# かたやま和華
かたやま 和華（かたやま わか、1月1日 - ）は日本の小説家。実妹にスクウェア・エニックスのFF11広報・片山理恵子がいる。居合道弐段。

## 経歴
2004年（平成16年）、第5回富士見ヤングミステリー大賞佳作を受賞し（受賞作は『楓の剣！』）2006年（平成18年）に処女作が刊行。

## 作品一覧

### 富士見書房刊
富士見ミステリー文庫
- 楓の剣! (1) 〜 (3) （挿絵：梶山ミカ）

### エンターブレイン刊
B's-LOG文庫
- お狐サマ シリーズ（挿絵：風都ノリ）

1. お狐サマの言うとおりッ!
2. お狐サマのから騒ぎッ!
3. お狐サマの縁結びッ!
4. お狐サマの神隠しッ!
5. お狐サマの花吹雪ッ!
6. お狐サマの赤い糸ッ!
7. お狐サマの七変化ッ!
8. お狐サマの挑戦状ッ!
9. お狐サマの旅の道づれッ!
10. お狐サマの浪漫飛行ッ！
11. お狐サマの世は情けッ！
12. お狐サマの風立ちぬッ！

### 集英社刊
コバルト文庫
- 乙女☆コレクション　シリーズ（挿絵：サカノ景子）

1. 怪盗レディ・キャンディと恋するワルツ
2. 怪盗レディ・キャンディと狙われたキス
3. 怪盗レディ・キャンディと約束のブーケ
4. 怪盗レディ・キャンディと魔笛のメロディ
5. 怪盗レディ・キャンディと愛しきナイト
6. 怪盗レディ・キャンディと誘惑のマドンナ
7. 怪盗レディ・キャンディと涙のラビリンス
8. 怪盗レディ・キャンディと麗しのファントム
9. 怪盗レディ・キャンディと永遠のロマンス

- 恋の翼を手にいれて☆ 騎士との恋は突然に?（挿絵：旭炬）
- 紫陽花茶房へようこそ シリーズ（挿絵：田倉トヲル）

1. ふたりのための英国式魔法茶
2. 夜のお茶会は英国式で
3. 夜のお茶会への招待状

- 猫伯爵の憂鬱 紅茶係はもふもふがお好き（挿絵:深山キリ）

集英社文庫
- 猫の手屋繁盛記 シリーズ（表紙：石黒亜矢子）

1. 猫の手、貸します
2. 化け猫、まかり通る
3. 大あくびして、猫の恋
4. されど、化け猫は踊る
5. 笑う猫には、福来る
6. ご存じ、白猫ざむらい

集英社オレンジ文庫
- きつね王子とひとつ屋根の下（表紙：serori）
- 私、あなたと縁切ります！（表紙：mocha）
- 探偵はときどきハードボイルド（表紙：ほたか乱）

集英社みらい文庫
- めちゃコワ！最凶怪談（絵：黒裄）《アンソロジー》
  - 収録作品は「あしながゆうれい」

### 一迅社刊
一迅社文庫アイリス
- 灰かぶり姫と吸血鬼 シリーズ（挿絵：松本テマリ）

1. ブラッディ・ガーネットの少年伯
2. ホワイト・ノクターンの恋人たち
3. クイーン・リリスより愛をこめて

### アスキー・メディアワークス刊
メディアワークス文庫
- 不思議絵師 蓮十 江戸異聞譚 (1) 〜 (2) （表紙：さやか）